# Combs-la-Ville
Combs-la-Ville är en kommun i departementet Seine-et-Marne i regionen Île-de-France i norra Frankrike. Kommunen ligger i kantonen Combs-la-Ville som tillhör arrondissementet Melun. År 2022 hade Combs-la-Ville 22 712 invånare.
Kommunen är en av de sydöstliga förstäderna till Paris och ligger 25,5 km från Paris centrum.

## Befolkningsutveckling
Antalet invånare i kommunen Combs-la-Ville
| Referens: INSEE |